# You Are The Melody
«You Are The Melody» en 2007, Family Fantastic con Phil Creswick, Jason Creasy, Valerie Chalmers y Emma Whittle lanzan un sencillo "You Are The Melody", con el que participan del concurso "Eurovision", pero Vince Clarke no interviene en este sencillo.

## Lista de canciones
1. «You Are The Melody»
2. «Coochycoo»